# Trichosterrha apiozona
Trichosterrha apiozona là một loài bướm đêm trong họ Geometridae.